# Régions militaires de l'Armée populaire de libération

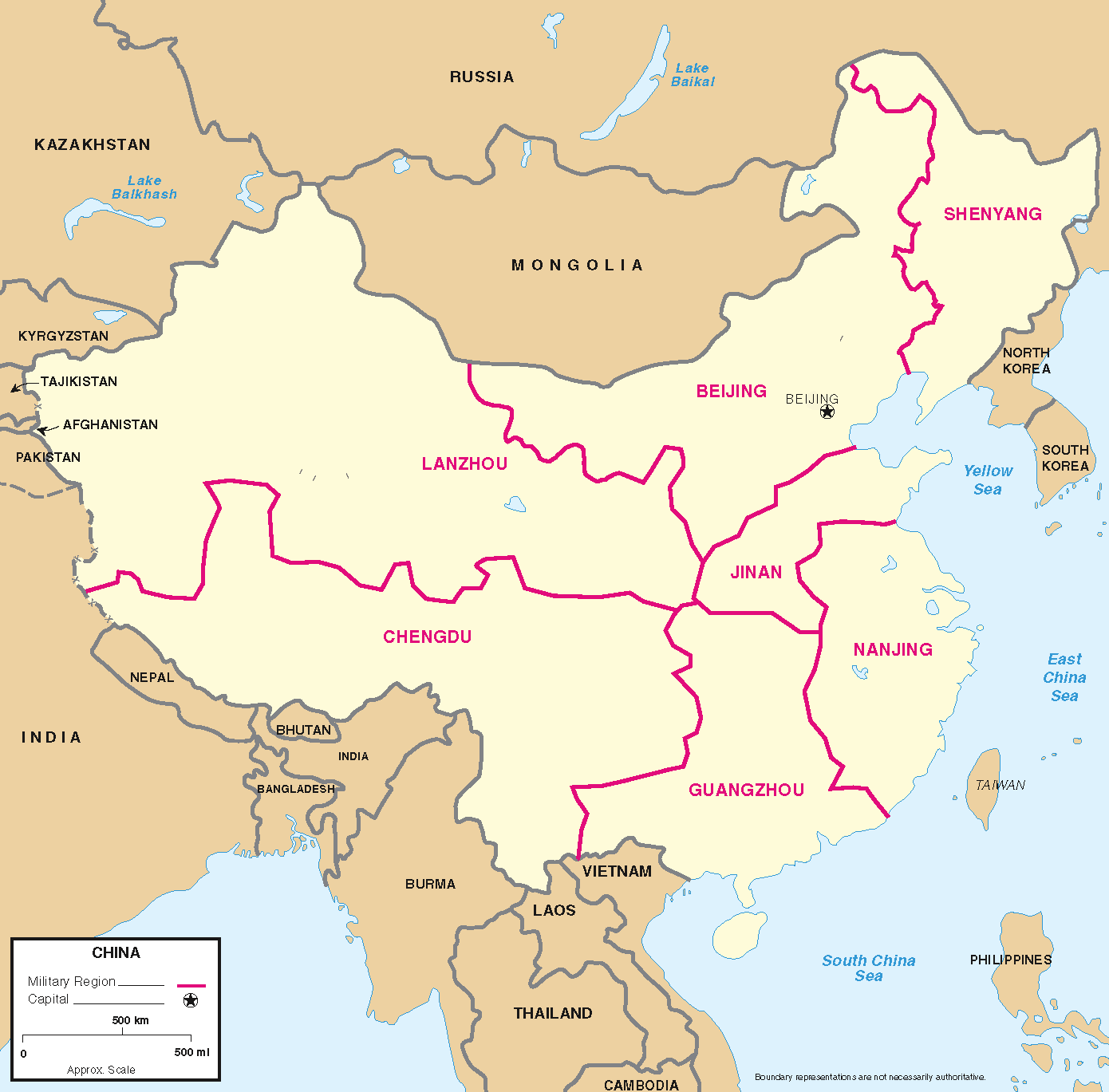
Régions militaires en 2006.

Les régions militaires (大军区) ont constitué l'échelon territorial le plus élevé dans l'organisation de l'Armée populaire de libération jusqu'en 2016, date à laquelle elles ont été remplacées par les zones de combat (en). Il s'agit d'une répartition géographique pour définir des zones de commandement et d'intervention.

Entre la fin des années 1980 et 2016, on comptait sept régions militaires :
1. Région militaire de Shenyang ;
2. Région militaire de Beijing ;
3. Région militaire de Lanzhou ;
4. Région militaire de Jinan ;
5. Région militaire de Nanjing ;
6. Région militaire de Guangzhou ;
7. Région militaire de Chengdu.